# Lovitura de stat din Egipt din 2013
Pe 30 iunie 2013, la prima aniversare a alegerii președintelui egiptean Mohamed Morsi, milioane de protestatari din Egipt au cerut demisia imediată a președintelui din cauza „incapacității sale de a rezolva problemele politice, economice și sociale care s-au agravat în timpul mandatului său”. În Cairo, sute de mii de manifestanți s-au adunat în Piața Tahrir și în jurul palatului prezidențial, în timp ce alte demonstrații au avut loc în orașele Alexandria, Port Said și Suez.. Demonstrațiile au fost în mare parte pașnice, deși cinci protestatari anti-Morsi au fost uciși în ciocniri și tiruri izolate. În același timp, susținătorii lui Morsi au organizat o adunare în Nasr City, un cartier din Cairo.
În dimineața zilei de 1 iulie protestatarii au invadat și au vandalizat sediul național al Frăției Musulmane din Mokattam, au aruncat cu pietre și au incendiat clădirea. Ministerul egiptean al Sănătății a confirmat moartea a opt persoane care au fost ucise în aceste ciocniri.

## Context
Demonstrațiile de masă au fost planificate de mișcarea spontană liberală „Tamarod” (în arabă rebeliune), care susține că a colectat peste 22 de milioane de semnături de la o petiție care îi cerea lui Morsi să demisioneze din funcția de președinte. Tamarod a fost înființată în aprilie 2013 de membrii Kefaya, o coaliție formată în anul 2004 pentru a accelera reforma politică sub conducerea fostului președinte Hosni Mubarak. În februarie 2011 Mubarak a fost demis după 18 zile de proteste în masă, punând astfel capăt conducerii sale de 29 de ani în Egipt și, înlocuit cu Morsi, reprezentant al organizației islamiste extremiste Frăția Musulmană. Incidentele au continuat din inițiativa Consiliului Suprem al Forțelor Armate.
Pe plan extern, Morsi a sprijinit o intervenție străină în Siria (împotriva guvernului sirian), poziție care a fost criticată de armată prin sublinierea intereselor egiptene de a-și proteja propriile frontiere.

## Răspuns
Pentru a satisface revendicările demonstranților, pe 1 iulie Armata egipteană a emis partidelor politice, un ultimatum de 48 de ore după care va interveni în cazul în care litigiul nu va fi soluționat. Tot în aceeași zi, cosecutiv ultimatumului au demisionat patru miniștri: Ministrul Turismului Hisham Zazou (care s-a oferit să demisioneze în urmă cu câteva luni atunci când Morsi a numit un terorist islamist, conducătorul unui grup care a atacat și asasinat turiști, în funcția de guvernator al Luxorului), Ministrul Comunicațiilor Atef Helmi, Ministrul de Stat pentru Afaceri juridice și parlamentare Hatem Bagato și Ministrul Mediului Khaled Abdel Aal.
A doua zi ziarul „Al-Ahram” a raportat că în cazul în care nu va exista o rezoluție, armata va suspenda constituția și va numi un consiliu de experți pentru a o remania, va institui un consiliu executiv format din trei persoane și va numi un prim-ministru din cadrul armatei Consilierul militar al lui Morsi, Sami Hafez Anan, a demisionat de asemenea și a declarat că armata nu va „abandona voința poporului.”.
Pe 2 iulie Ministrul de Externe Mohamed Kamel Amr a demisionat în semn de sprijin al protestatarilor anti-guvernamentali. Președinția a respins ultimatumul înaintat de armată, susținând că are propriile sale planuri pentru reconcilierea națională și rezolvarea crizei politice, la care Ministrul Apărării, generalul Abdul Fatah Khalil Al-Sisi, a replicat că i-a transmis lui Morsi că va impune o soluție militară în cazul în care una politică nu va putea fi găsită pe a doua zi.
.
Curtea de Casație din Egipt a dispus repunerea în funcție a fostului procuror generalul Abdel Maguid Mahmoud care fusese înlocuit de Morsi cu islamistul Talaat Abdallah pe 22 noiembrie 2012. Purtătorul de cuvânt al Președinției și cel al cabinetului au demisionat.
Pe 3 iulie, noaptea târziu BBC a transmis o declarație televizată a președintelui Morsi că „va apăra legitimitatea mandatului său cu prețul vieții”.

## Reacții internaționale
- Națiunile Unite – Purtătorul de cuvânt al ONU, Eduardo del Buey, a declarat că în timp ce majoritatea protestelor par a fi pașnice, „rapoartele unui număr de decese și răniri, de agresiune sexuală împotriva femeilor demonstrante, precum și actele de distrugere a proprietății vor fi condamnate ferm.”[19]
- SUA – Președintele american Barack Obama a declarat pe 1 iulie într-o conferință de presă în Tanzania că „Prioritatea noastră numărul unu a fost să ne asigurăm că ambasadele și consulatele noastre sunt protejate. A doua prioritate pe care am insistat constant a fost ca toate părțile implicate - membrii partidului domnului Morsi sau opoziția - să rămână pașnice. Și, deși nu am văzut genul de violență de care mulți s-au temut atât de mult, potențialul rămâne acolo și toată lumea trebuie să dea dovadă de reținere...”[20].

## Implicații mediatice
Majoritatea ziariștilor și comentatorilor (22 de persoane) secției egiptene a a TV qatare Al Jezeera au demisionat colectiv ca urmare a poziției net-islamiste și pro Morsi/Frăția Musulmană. Conducerea qatară a Al Jezeera a cenzurat și diformat sistematic informațiile și reportajele culese de pe teren de reporterii din Egipt, folosind măsluiri evidente, precum prezentarea unor scene de masă a demonstranților anti-Morsi din Piața Tahrir drept demonstrații ale simpatizanților Frăției Musulmane sau, scene de copii mutilați și asasinați în Siria, drept „crime ale Armatei egiptene”.